# Rudolf Breitenmoser
Rudolf Breitenmoser (* 6. Juli 1917 in Winterthur; † 13. Januar 2001 ebenda) war ein Schweizer Radsportler und Weltmeister im Radsport.

## Sportliche Laufbahn
Breitenmoser war im Strassenradsport und im Radball aktiv. Er bestritt als Radrennfahrer zunächst Strassenrennen. 1939 und 1940 wurde er jeweils Dritter im Eintagesrennen Meisterschaft von Zürich bei den Amateuren. Später wandte er sich dem Hallenradsport zu und betrieb Radball vor allem mit Walter Osterwalder als Partner. Beide wurden in dieser Disziplin sechsmal Weltmeister. Sie gewannen den Titel von 1950 bis 1954 sowie 1956. 1958 gewann er die Silbermedaille mit Georges Lienhard und 1962 die Bronzemedaille mit Georges Lienhard. Die Schweizer Meisterschaft im Radball gewann er von 1950 bis 1952, 1955, 1956, 1958, 1961 und 1962.